# Stefan Heinz
Stefan Heinz (* 11. Februar 1979 in Berlin) ist ein deutscher Politikwissenschaftler und Historiker.

## Leben
Heinz studierte Politische Wissenschaft und Geschichte an der Freien Universität Berlin. 2005 schloss er das Studium mit einem Diplom in Politikwissenschaft ab. 2009 wurde Heinz mit einer Studie zur historischen Gewerkschafts- und KPD-Forschung bei Siegfried Mielke promoviert. Heinz arbeitete zunächst als Assistent von Mielke und war von 2007 bis 2010 Lehrbeauftragter am Otto-Suhr-Institut der Freien Universität Berlin. Von 2010 bis Anfang 2019 war er als Wissenschaftlicher Mitarbeiter des Fachbereichs Politik- und Sozialwissenschaften der Freien Universität Berlin am Otto-Suhr-Institut tätig. Seit April 2019 arbeitet Heinz als Wissenschaftlicher Mitarbeiter der Berliner Senatsverwaltung für Kultur und Europa in der Gedenkstätte Deutscher Widerstand.
Heinz beschäftigt sich mit der Geschichte des Nationalsozialismus und der beiden deutschen Staaten. Seine Forschungsschwerpunkte sind die Verbände-, Gewerkschafts- und Widerstandsforschung. Vor allem forscht er zur Verfolgung und zum Widerstand im NS-Staat. Heinz engagiert sich für eine stärkere Berücksichtigung und Würdigung des gewerkschaftlichen Widerstandes gegen den Nationalsozialismus in der bundesdeutschen Erinnerungskultur, unter anderem im Zusammenhang mit den Gedenkveranstaltungen anlässlich des Jahrestages des gescheiterten Attentats gegen Hitler am 20. Juli 1944.
Seit 2012 ist Heinz Mitherausgeber der wissenschaftlichen Buchreihe „Gewerkschafter im Nationalsozialismus. Verfolgung – Widerstand – Emigration“, die im Berliner Metropol Verlag erscheint.
Heinz ist Mitglied mehrerer wissenschaftlicher Fachgesellschaften und -verbände, unter anderem in der Forschungsgemeinschaft 20. Juli 1944, im Verband der Historiker und Historikerinnen Deutschlands, in der Ernst-Reuter-Gesellschaft, im Förderverein für Forschungen zur Geschichte der Arbeiterbewegung, im Förderkreis Archive und Bibliotheken zur Geschichte der Arbeiterbewegung, im Arbeitskreis Parteienforschung der Deutschen Vereinigung für Politikwissenschaft und im Historischen Forum Soziale Demokratie.

## Auszeichnungen
- 2010: Herbert Wehner Grant der Friedrich-Ebert-Stiftung für die Dissertation „Moskaus Söldner?“[4]
- 2013: Honorable Mention Award der International Labor History Association[5] für das gemeinsam mit dem Historiker Hans Coppi herausgegebene Buch „Der vergessene Widerstand der Arbeiter“[6]

## Schriften (Auswahl)
Monografien
- Moskaus Söldner? Der „Einheitsverband der Metallarbeiter Berlins“: Entwicklung und Scheitern einer kommunistischen Gewerkschaft. VSA-Verlag (zugleich Dissertation, FU Berlin 2009), Hamburg 2010, ISBN 978-3-89965-406-6.
- mit Siegfried Mielke: Eisenbahngewerkschafter im NS-Staat: Verfolgung – Widerstand – Emigration (1933–1945) (= Gewerkschafter im Nationalsozialismus. Verfolgung – Widerstand – Emigration, Bd. 7). Metropol Verlag, Berlin 2017, ISBN 978-3-86331-353-1.
- mit Siegfried Mielke: Alwin Brandes (1866–1949). Oppositioneller – Reformer – Widerstandskämpfer. Mit einem Vorwort von Jörg Hofmann (= Gewerkschafter im Nationalsozialismus. Verfolgung – Widerstand – Emigration, Bd. 9). Metropol Verlag, Berlin 2019, ISBN 978-3-86331-486-6.

Herausgeberschaften
- mit Siegfried Mielke: Funktionäre des Deutschen Metallarbeiterverbandes im NS-Staat. Widerstand und Verfolgung (= Gewerkschafter im Nationalsozialismus. Verfolgung – Widerstand – Emigration, Bd. 1). Metropol Verlag, Berlin 2012, ISBN 978-3-86331-059-2.
- mit Siegfried Mielke: Funktionäre des Einheitsverbandes der Metallarbeiter Berlins im NS-Staat. Widerstand und Verfolgung (= Gewerkschafter im Nationalsozialismus. Verfolgung – Widerstand – Emigration, Band 2). Metropol Verlag, Berlin 2012, ISBN 978-3-86331-062-2.
- mit Hans Coppi: Der vergessene Widerstand der Arbeiter. Gewerkschafter, Kommunisten, Sozialdemokraten, Trotzkisten, Anarchisten und Zwangsarbeiter (= Geschichte des Kommunismus und Linkssozialismus, Band XVI). Dietz-Verlag, Berlin 2012, ISBN 978-3-320-02264-8.
- mit Siegfried Mielke: Gewerkschafter in den Konzentrationslagern Oranienburg und Sachsenhausen. Biographisches Handbuch. Bd. 4. (= Gewerkschafter im Nationalsozialismus. Verfolgung – Widerstand – Emigration, Bd. 6). Metropol Verlag, Berlin 2013, ISBN 978-3-86331-148-3.
- mit Siegfried Mielke: Emigrierte Metallgewerkschafter im Kampf gegen das NS-Regime (= Gewerkschafter im Nationalsozialismus. Verfolgung – Widerstand – Emigration, Bd. 3). Metropol Verlag, Berlin 2014, ISBN 978-3-86331-210-7.
- mit Angelika Arenz-Morch: Gewerkschafter im Konzentrationslager Osthofen 1933/34. Biografisches Handbuch (= Gewerkschafter im Nationalsozialismus. Verfolgung – Widerstand – Emigration, Bd. 8). Metropol Verlag, Berlin 2019, ISBN 978-3-86331-439-2.

Mitarbeit bei Ausstellungen und wissenschaftlichen Begleitbänden
- Günter Morsch (Hrsg.): Mord und Massenmord im Konzentrationslager Sachsenhausen 1936–1945 (= Schriftenreihe der Stiftung Brandenburgische Gedenkstätten, Bd. 13). Metropol Verlag, Berlin 2005, ISBN 978-3-936411-93-5.
- Astrid Ley, Günter Morsch (Hrsg.): Medizin und Verbrechen. Das Krankenrevier des KZ Sachsenhausen 1936–1945 (= Schriftenreihe der Stiftung Brandenburgische Gedenkstätten, Bd. 21). Metropol Verlag, Berlin 2007, ISBN 978-3-938690-12-3.
- Einzigartig – Dozenten, Studierende und Repräsentanten der Deutschen Hochschule für Politik (1920–1933) im Widerstand gegen den Nationalsozialismus. Hrsg. im Auftrag der FU Berlin und der Gedenkstätte Deutscher Widerstand mit Siegfried Mielke u. a. Lukas Verlag, Berlin 2008, ISBN 978-3-86732-032-0.
- Siegfried Mielke, Günter Morsch (Hrsg.): »Seid wachsam, dass über Deutschland nie wieder die Nacht hereinbricht.« Gewerkschafter in Konzentrationslagern 1933–1945. Metropol Verlag, Berlin 2011, ISBN 978-3-86331-031-8.
- Vereinte Dienstleistungsgewerkschaft (Hrsg.): Vom Deutschen Buchdruckerverband zur Einheitsgewerkschaft ver.di: 150 Jahre. Solidarität, Emanzipation, Tarifkampf. Heenemann, Berlin 2016.
- Gedenkstätte Deutscher Widerstand (Hrsg.): Wehrhafte Demokratie – Das Reichsbanner Schwarz-Rot-Gold und die Verteidigung der Weimarer Republik. Mit einem Geleitwort der Bundestagspräsidentin Bärbel Bas. Berlin 2024, ISBN 978-3-945812-59-4.

Aufsätze
- Widerstand aus dem Exil. Die Landesgruppe deutscher Gewerkschafter in Großbritannien. In: Informationen – Wissenschaftliche Zeitschrift des Studienkreises Deutscher Widerstand 1933–1945. 39. Jg. (2014), Nr. 79, ISSN 0938-8672, S. 15–19.
- Exil und Gewerkschaftsneuaufbau nach 1945: Kuno Brandel und Fritz Rettmann. Zwei Lebenswege unter erfahrungs- und erinnerungsgeschichtlichen Gesichtspunkten. In: Stefan Berger (Hrsg.): Gewerkschaftsgeschichte als Erinnerungsgeschichte. Der 2. Mai 1933 in der gewerkschaftlichen Erinnerung und Positionierung nach 1945 (= Veröffentlichungen des Instituts für soziale Bewegungen – Schriftenreihe A: Darstellungen, Bd. 60). Klartext, Essen 2015, ISBN 978-3-8375-1580-0, S. 191–211.
- The 'Red Unions' and their Resistance to National Socialism: The Unity Union of the Berlin Metal Workers 1930–1935. In: Ralf Hoffrogge, Norman LaPorte (Hrsg.): Weimar Communism as Mass Movement 1918–1933. Lawrence & Wishart, London 2017, ISBN 978-1-910448-98-4, S. 187–204.
- Eisenbahngewerkschafter im NS-Staat. Verfolgung – Widerstand – Emigration (1933–1945). Forschungsbericht. In: Alexander Kirchner (Hrsg.) und Rolf Hofmann, Friedrich Rewinkel (Red.): Der ständige Kampf. Beschäftigte bei den Bahnen und ihre Gewerkschaften. Zur Verbesserung der Lebens- und Arbeitsbedingungen 1835–2017. Mit Siegfried Mielke als Autor. Pollinger, Frankfurt am Main 2017, S. 111–117.
- Von der Anpassung über die Zerschlagung zum Widerstand. Die gespaltene Gewerkschaftsbewegung und der Nationalsozialismus. Erträge der Forschung. In: Christian‐Matthias Dolff, Julia Gehrke, Christoph Studt (Hrsg.): »Seid einig, einig gegen Hitler!« Formen, Ziele und Motive des Widerstandes von links. Tagungsband zur XXVIII. Königswinterer Tagung (= Schriftenreihe der Forschungsgemeinschaft 20. Juli 1944 e. V. Hrsg. von Joachim Scholtyseck, Friedrich von Jagow u. a., Bd. 23). Wißner, Augsburg 2020, ISBN 978-3-95786-233-4, S. 161–188.
- Gewerkschaftlicher Widerstand gegen den NS-Staat und der Umsturzversuch vom 20. Juli 1944. Dokumentation des Festvortrags von Stefan Heinz in der Frankfurter Paulskirche anlässlich des 79. Jahrestags des Umsturzversuchs am 20. Juli 2023. In: Mitteilungen des Förderkreises Archive und Bibliotheken zur Geschichte der Arbeiterbewegung. Nr. 64, September 2023, ISSN 1869-3709, S. 19–27.
- Aktuelle Forschungen über den gewerkschaftlichen Widerstand gegen den NS-Staat. Verbindungen von sozialdemokratischen Gewerkschaftern und Konservativen. In: Stefan Müller/Friedrich-Ebert-Stiftung (Hrsg.): Konservativer und gewerkschaftlicher Widerstand gegen den Nationalsozialismus. Neue Forschungen zu Carl Friedrich Goerdeler und Wilhelm Leuschner (Tagungsband November 2021) (= Beiträge aus dem Archiv der sozialen Demokratie, Heft 20). Bonn 2023, ISBN 978-3-98628-298-1, S. 27–42.
- Anpassung – Zerschlagung – Widerstand. Freie Gewerkschaftsbewegung und Nationalsozialismus. In: Informationen – Wissenschaftliche Zeitschrift des Studienkreises Deutscher Widerstand 1933–1945. 48. Jg. (2024), ISSN 0938-8672, Nr. 99, S. 3–10.